# Trachowie z Brzezia

Herb Trach

Trachowie z Brzezia (niem. Trach von Birkau) – morawsko-śląska rodzina szlachecka herbu Trach.
Rodzina po raz pierwszy wzmiankowana została w 1253 w Legnicy na Dolnym Śląsku. Nazwisko jak i herb oznacza smoka. Na Górnym Śląsku osiadła w Brzeziu koło Raciborza (pierwsza wzmianka w 1324). W 1699 otrzymali tytuł baronowski. W 1771 Karol Józef Trach zakupił Kocobędz, sprzedany przez jego wnuka, Wincentego, w 1817 do Komory Cieszyńskiej. Zygmund baron Trach z Brzezia w 1772 zakupił Zamarski. Ostatni przedstawicielem rodu był Dominik baron Trach von Birkau zmarły w 1857 roku w Opawie.